# 托普西 (駱駝)
駱駝托普西（英語：Topsy the Camel，1855年以前，可能早至约1834年—1934年4月），暱稱老托普西（Old Topsy），是一頭雌性雙峰駱駝，為美國駱駝軍團倖存的最後一個成員。托普西晚年加入玲玲兄弟馬戲團，並出演若干部早期電影，晚年先後被飼養於塞利格及格里斐斯公園動物園。

## 生平
托普西是美國於1855年8月至1856年2月間自突尼西亞、馬爾他、希臘、土耳其或埃及購買的33頭成年駱駝之一，每頭駱駝的價格約在250美元左右。
1856年5月，托普西和其他駱駝被運往德克薩斯州印第安諾拉，不久轉往至聖安東尼奧，並最終抵達美國駱駝軍團的成團地點－坎普維德；儘管該計畫從未被正式以「駱駝軍團」命名，但卻以該名稱廣為人知。美國陸軍於1859年將包括托普西在內的駱駝轉移至加州的特瓊堡，之後所有隸屬於陸軍的駱駝於1864年退役，並以每頭約50美元的價格出售。

托普西被美軍出售後轉往亞利桑那和內華達州的礦場搬運鹽礦和礦石，直至南北戰爭結束。後來，托普西被玲玲兄弟馬戲團購入，成為其下馬戲團的一員，並於全美各地巡迴演出；一次巡演途中，載有托普西和其夥伴的火車發生相撞事故，導致前者的駝峰和脊椎受傷，夥伴則未能在事故中倖存。

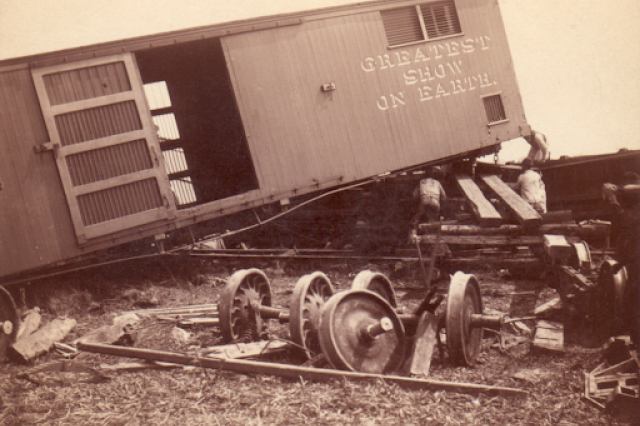
玲玲兄弟馬戲團於1899年發生的火車事故導致托普西受傷

20世紀初，駱駝在電影中被大量使用於呈現異國風情。托普西最初被福斯影業（Fox Studios）相中，後者於1909年將其贈與由演員威廉·塞利格於洛杉磯創辦的塞利格透鏡公司。
1915年，威廉·塞利格於東洛杉磯開設塞利格動物園，並在園內飼養包括托普西在內超過700隻動物，後由於經營困難，迫使塞利格於1918年將動物園出售。動物園最終於經濟大蕭條初期倒閉，托普西則於1920年代被捐贈至格里斐斯公園動物園。
托普西晚年於格里斐斯公園動物園度過，期間因其受傷而畸形的駝峰受到關注，並最終由於嚴重癱瘓而被實施安樂死。托普西的訃聞於1934年4月27日刊登於加州《馬德拉論壇報》，格里斐斯公園動物園表示其死亡時的年齡已有百歲；美國陸軍則記載其死亡年齡為80歲，托普西亦是美國駱駝軍團最後死亡的成員。